# Chemical Markup Language
CML (Chemical Markup Language) — это язык описания химических соединений, основанный на универсальном языке разметки XML и Java.Это была первая реализация, специфичная для предметной области, основанная исключительно на XML , сначала на основе DTD  , а затем на схеме XML ,  наиболее надежной и широко используемой системы для точного управления информацией во многих областях. Он разрабатывался более десяти лет компаниями Murray-Rust , Rzepa и другими и был протестирован во многих областях и на различных машинах.
Химическая информация традиционно хранится в файлах различных типов, что препятствует повторному использованию документов. CML использует переносимость XML, чтобы помочь разработчикам CML и химикам создавать совместимые документы. Существует ряд инструментов, которые могут создавать, обрабатывать и просматривать документы CML. Издатели могут распространять химические данные в документах XML с помощью CML, например, в документах RSS . 
CML способен поддерживать широкий спектр химических концепций, включая:
- молекулы
- реакции
- спектры и аналитические данные
- вычислительная химия
- химическая кристаллография и материалы

Подробности о ХМЛ и обсуждаемые в настоящее время вопросы теперь публикуются в блоге XML.

## Управление версиями
Версии схемы доступны на SourceForge . По состоянию на апрель 2012 г. последней замороженной схемой является CML v2.4. Некоторые конструкции в CML v1 объявлены устаревшими.

## Инструменты
JUMBO начинал свою жизнь как универсальный молекулярный браузер Java для объектов, но теперь представляет собой библиотеку Java, которая поддерживает проверку, чтение и запись CML, а также преобразование нескольких устаревших форматов в CML и, например, реакцию CML на анимированное представление SVG . реакции. [7] JUMBO превратился в обширную Java-библиотеку CMLDOM, [8] поддерживающую все элементы схемы. [9] Хотя раньше JUMBO был браузером, предпочтительным подходом является использование инструментов с открытым исходным кодом Jmol и JChemPaint , некоторые из которых используют альтернативные библиотеки CML. [10] См. Синий обелиск .

## Поддержка программного обеспечения
Программное обеспечение, импортирующее и экспортирующее действительный формат CML
- Bioclipse
- CDK
- JOELib
- OpenBabel
- Avogadro
- XDrawChem